# 火村正紀
火村 正紀（ひむら まさき、生年不詳 - 2015年6月17日）は、日本の女性漫画家、漫画原作者。愛知県出身。別名義に新木場ユキ（しんきば ゆき）がある。

## 経歴
『月刊少年ガンガン』の「2Pでギャグをやってみないか?」という投稿漫画企画の11代目チャンピオン。2P漫画のネタは基本的に貧乏の家族物が多い（本人曰く、自身も相当貧乏らしい）。そのタイトルが『家族物』であったり『家族もの』であったりするが内容に違いは無い。その後「2Pギャグ頂上決戦 GGグランプリ」という企画に変わり、その企画内で「第1回決勝トーナメント優勝決定戦 16P対決」まで勝ち進むが、きいち（堀田きいち）の『君と僕。』に敗北。結果は二位。なお、決勝戦のタイトルだけは『家族物（もの）』ではなく『中嶋ファイナル』であった。
その後、『月刊少年ガンガン』2004年7月号にて『まじかるきんぐこおるとリューホー』で第4回スクウェア・エニックスマンガ大賞の準大賞（+審査員特別賞 渡辺道明）を獲得。
2006年から2009年にかけて『月刊少年ガンガン』本誌で『はじめての甲子園』を連載した。
2011年には新木場ユキ名義で原作（構成・ストーリー）を担当する『シンデレ少女と孤独な死神』の連載が『ガンガンONLINE』にて開始された。
2012年には新木場ユキ名義で『行け!男子高校演劇部』コミカライズ版の構成を担当した。
2012年10月頃に腹痛や嘔吐、下痢などの体調不良に悩まされ、内科を受診した際には「急性胃腸炎」と診断され、大きな異常は発見されなかったが、その際医師に「下腹部を押すと痛みがあるようなので、婦人科の病気の場合もあるので婦人科を受診するように」と言われている。その後咳や息苦しさといった症状が出るようになり、2013年1月末に婦人科を受診した際に卵巣に癌が見つかり、闘病生活に入る。それに伴い「シンデレ少女と孤独な死神」は原作のストックがある分の掲載をもって第一部完結という扱いになることが決まり、同年3月28日に第20話の掲載とあわせて火村の急病と無期限休載が発表された。
『ガンガンONLINE』にて2013年5月16日更新分より自身の闘病生活を描いた『入院ノート』の連載を開始したものの、2015年6月17日に死去。遺族や関係者の意向により当初はこの事実が伏せられたが、9月24日に公開された『入院ノート』第20話で訃報が発表された。

## 作品一覧

### 連載
- はじめての甲子園（『月刊少年ガンガン』2006年 - 2009年）
- シンデレ少女と孤独な死神（新木場ユキ名義、『ガンガンONLINE』2011年 -、作画：加藤よし江）※ストーリー・構成。無期限休載中
- 行け!男子高校演劇部（新木場ユキ名義、『ガンガンONLINE』、2012年、原作：池田鉄洋、作画：花沢チカ）※構成
- 入院ノート（『ガンガンONLINE』2013年 - 2015年）

### 読切
- 家族物（2Pギャグ内 『月刊少年ガンガン』2002年5月号 - 7月号、12月号、2003年2月号、3月号、8月号、10月号、2004年1月号）
- まじかるきんぐこおるとリューホー（『ガンガンパワード』2004年夏季号）
- 三中 真・演劇部（『月刊少年ガンガン』2004年7月号）
- 猫の一番弟子（『ガンガンパワード』2005年春季号）
- はじめての甲子園（『月刊少年ガンガン』2006年1月号）
- バック・トゥ・ザ・ジャック（新木場ユキ名義、『ガンガンONLINE』2010年、作画：萩原ダイスケ）※原作
- 吾輩は猫ではない（新木場ユキ名義、『月刊少年ガンガン』2024年9月号、作画：萩原ダイスケ）※原作。2013年に描かれた原案をもとに死去後発表[6]。

## アシスタント
- 三好輝[注 2]